# Quasicaecilia
Quasicaecilia is een geslacht van uitgestorven Microsauria. Het is bekend uit het Vroeg-Perm van Texas in de Verenigde Staten. 

## Naamgeving
Er is één enkel exemplaar bekend, dat in 1917 door Charles Hazelius Sternberg werd verzameld uit de rode bedden van het Perm van Texas. Het werd oorspronkelijk geïdentificeerd als een exemplaar van de gymnarthride microsauriër Cardiocephalus. In 1990 werd het als een apart geslacht en soort benoemd door Robert L. Carroll. De typesoort is Quasicaecilia texana. De geslachtsnaam verwijst naar de gelijkenis met de moderne wormsalamanders. De soortaanduiding verwijst naar de herkomst uit Texas.
Het holotype USNM 22079 is vermoedelijk gevonden bij de Coffee Creek in een laag klei van de Arroyoformatie die dateert uit het Kungurien. Het bestaat uit een schedel. De onderzijde van de schedel ontbreekt, evenals de onderkaken.
In 2015 werd het exemplaar, na een CAT-scan in 2009, opnieuw beschreven.

## Beschrijving
Carroll beklemtoonde het kleine formaat van Quasicaecilia.
In 2015 werd een herzien lijst van onderscheidende kenmerken gegeven. Het zijn autapomorfieën, unieke afgeleide eigenschappen. De neusbeenderen zijn vooraan zeer breed. Er bevindt zich zich een unieke verbening in het neustussenschot en het tectum nasi (het dak van de neusholte) dat apart staat van het verbeende septum interorbitale, het schot tussen de oogkassen. De neusgaten staan schuin naar voren en beneden gericht. Er bevinden zich gepaarde cotylen op het achterhoofd ter hoogte van de bovenrand van het achterhoofdsgat. Onder de achterhoofdsknobbel bevindt zich een opvallende horizontale groeve voor spieraanhechting.
De schedel is klein, minder dan twee centimeter lang. De schedel is zeer breed en kort, breder dan lang. Vermoedelijk stond een korte rij grotere tanden in de snuit. Het otische kapsel (een hol botgebied dat het binnenoor omhult) is erg groot in vergelijking met de rest van de schedel. De schedel van Quasicaecilia lijkt oppervlakkig op die van bestaande maar niet-verwante wormsalamanders, waaronder Caecilia, vandaar de geslachtsnaam. De schedel toont veel verbeningen en vergroeiingen, vermoedelijk een aanpassing aan een gravende levenswijze, waarin de kop als een schop gebruikt werd. Daarop duiden ook de kennelijk zware nekspieren.

## Fylogenie
Quasicaecilia werd in 1991 toegewezen aan de nieuwe familie Brachystelechidae, samen met de geslachten Batropetes en Carrolla. In 2015 werd een positie in de Recumbirostra aangegeven.